# Syndikalistisch-Anarchistische Jugend Deutschlands
Die Syndikalistisch-Anarchistische Jugend Deutschlands (SAJD) war eine deutsche anarchosyndikalistische Jugendföderation, die von 1921 bis 1933 existierte und etwa 3.000 Mitglieder in 120 Ortsgruppen hatte.

## Geschichte
Entstanden war die SAJD 1921 aus der Abspaltung des der Freien Arbeiter-Union Deutschlands (FAUD) nahestehenden Flügels der libertären Jugend. Auf dem 14. Jahreskongress der FAUD 1922 wurde die SAJD als unabhängige Jugendorganisation anerkannt. FAUD und SAJD waren von Anfang an eng miteinander verbunden; so waren viele Eltern der Jugendlichen selbst in der FAUD aktiv, und die meisten Jugendliche in der SAJD wurden später Mitglieder der FAUD, oder waren es bereits. Mitglied und einer der Theoretiker der SAJD war der Anarchosyndikalist Helmut Rüdiger.
Ähnlich der FAUD war die SAJD föderalistisch organisiert. Das Organ der SAJD war die Zeitschrift „Junge Anarchisten“.
Der spätere KPD- und SPD-Politiker Herbert Wehner war Mitte der 1920er Jahre zeitweise Mitglied der SAJD und gehörte dort zu der Minderheit, welche eine engere Bindung an die FAUD ablehnten.
Vor der Machtergreifung gab es personelle Überschneidungen mit den Schwarzen Scharen. 1933 löste sich die SAJD auf und arbeitete im Untergrund, im Rheinland zum Teil zusammen mit den Edelweißpiraten weiter.
In der Nachkriegszeit knüpften Anarcho-Syndikalistische Jugendgruppen an die Theorie und Praxis der SAJD an.